# Coptocercus shutae
Coptocercus shutae är en skalbaggsart som beskrevs av Wang 1995. Coptocercus shutae ingår i släktet Coptocercus och familjen långhorningar. Inga underarter finns listade i Catalogue of Life.